# Üstünler, Beyşehir
Üstünler là một thị trấn thuộc huyện Beyşehir, tỉnh Konya, Thổ Nhĩ Kỳ. Dân số thời điểm năm 2011 là 707 người.